# Tunnel Merklingen
Der Tunnel Merklingen (nach anderen Angaben Tunnel AS Merklingen) ist ein zweigleisiger Eisenbahntunnel der Schnellfahrstrecke Wendlingen–Ulm.
Das 384 m lange Bauwerk liegt zwischen den Streckenkilometern 65,012 und 65,406.
In der Planungs- und Bauphase war das Bauwerk Teil des Planfeststellungsabschnitts 2.3 der Neubaustrecke und lag zwischen den Baukilometern 58,9 und 59,2. Für diesen Abschnitt lag ab November 2008 das Baurecht vor.

## Lage und Verlauf

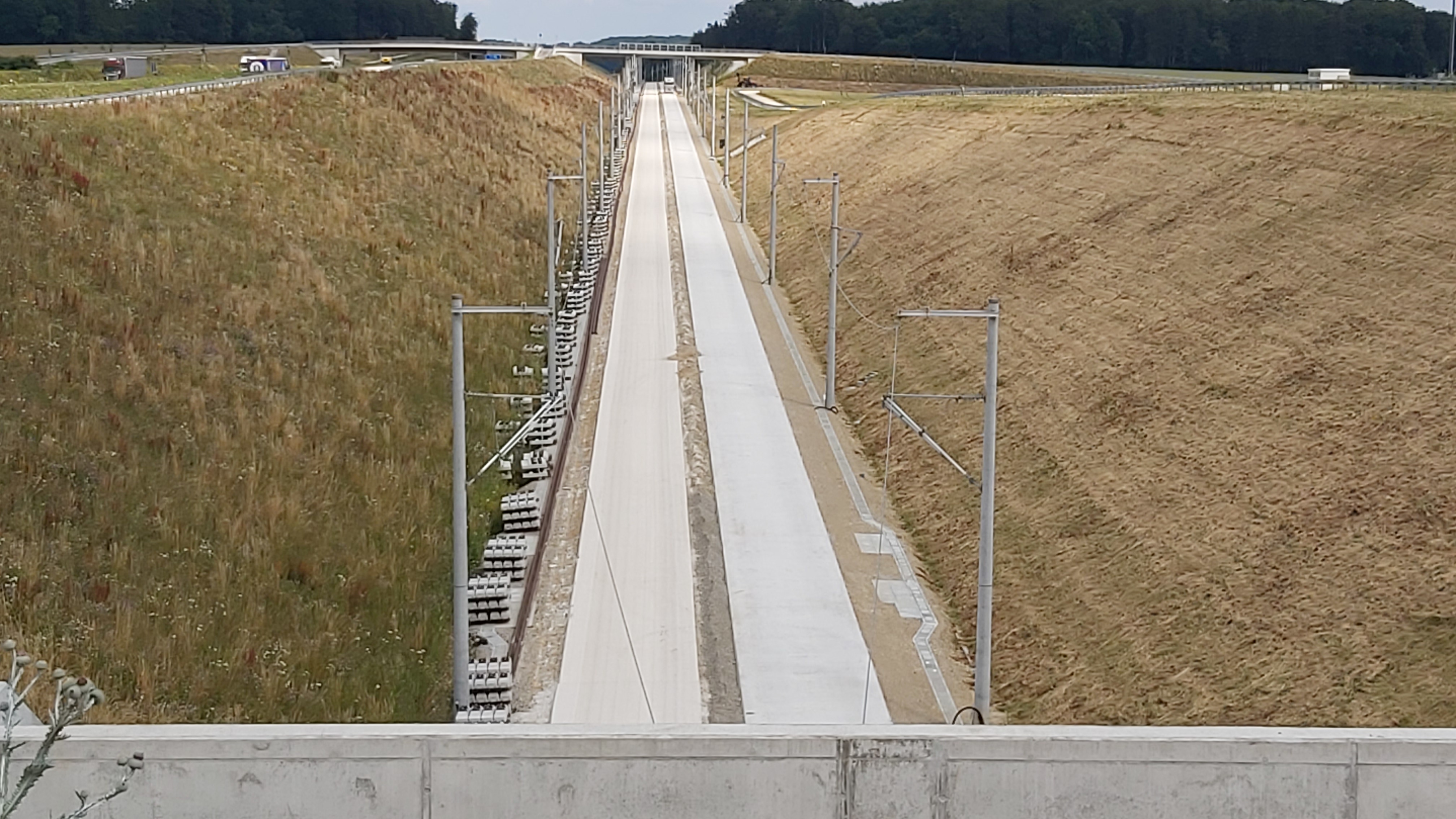
Blick auf die Gerade vor dem Ostportal (Juli 2020)

In dem Bauwerk unterquert die Neubaustrecke die Anschlussstelle Merklingen der Bundesautobahn 8 in Fahrtrichtung München und die Landesstraße 1230.

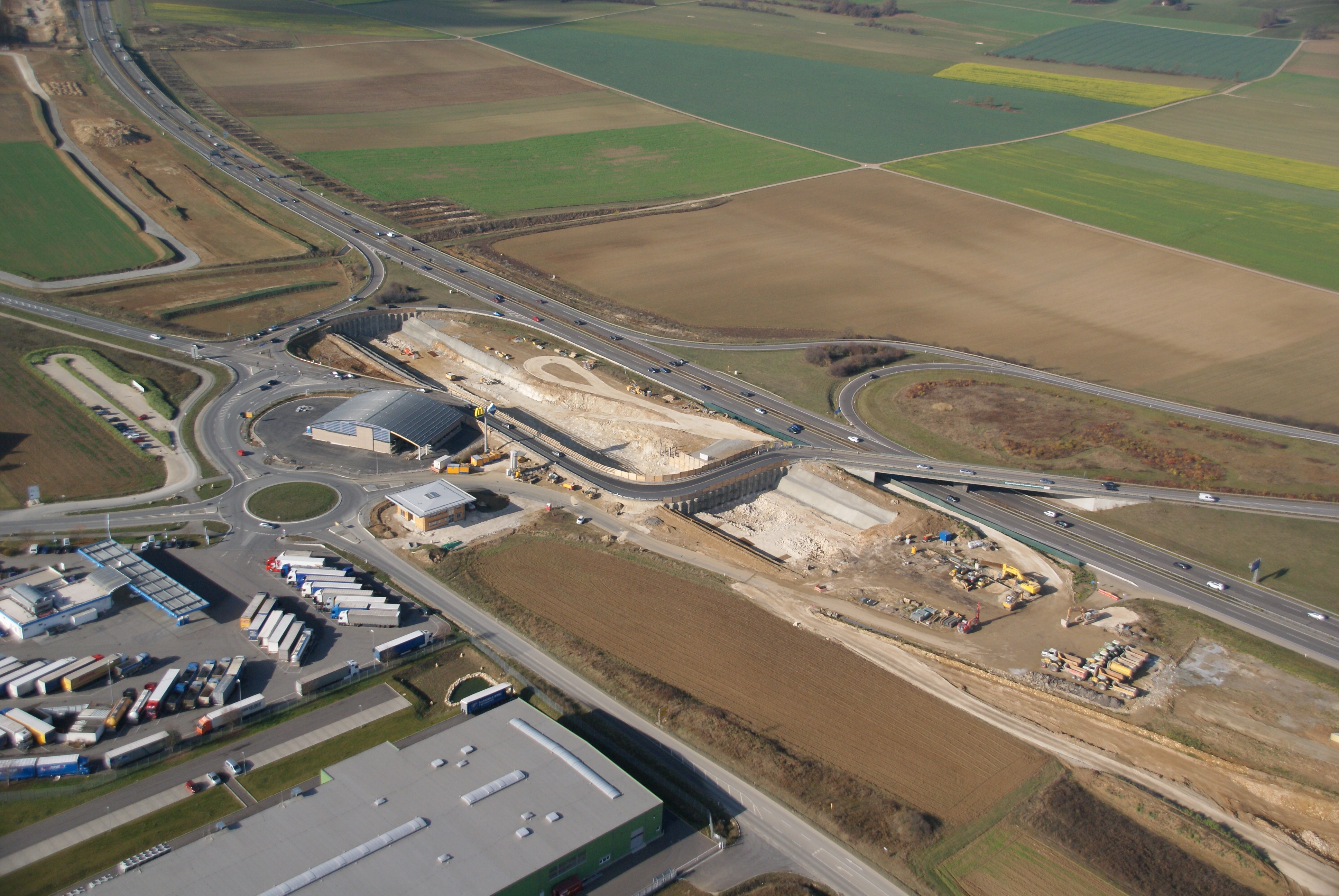
Erdarbeiten für den Tunnel (November 2015)
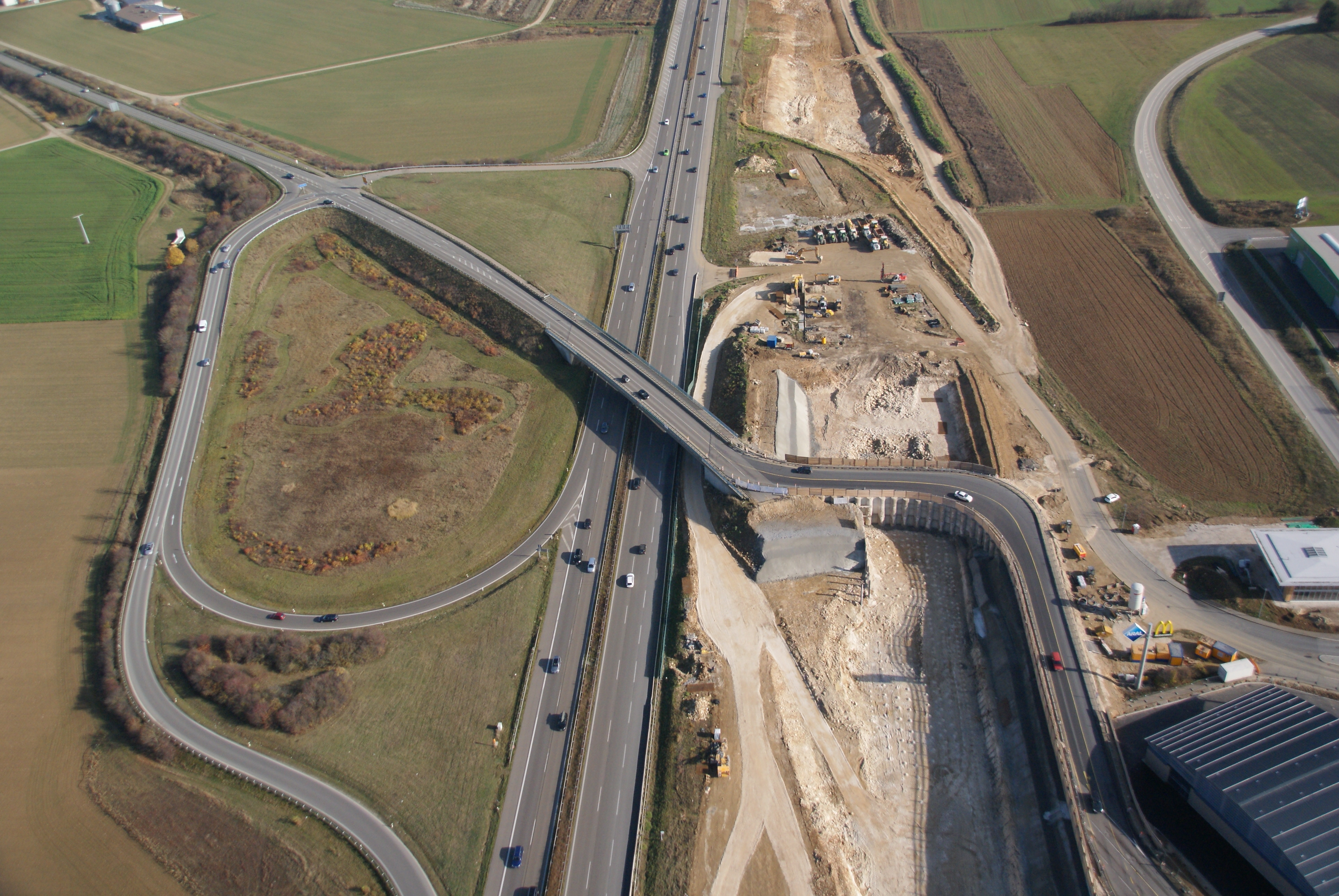
Blickrichtung Ost (November 2015)
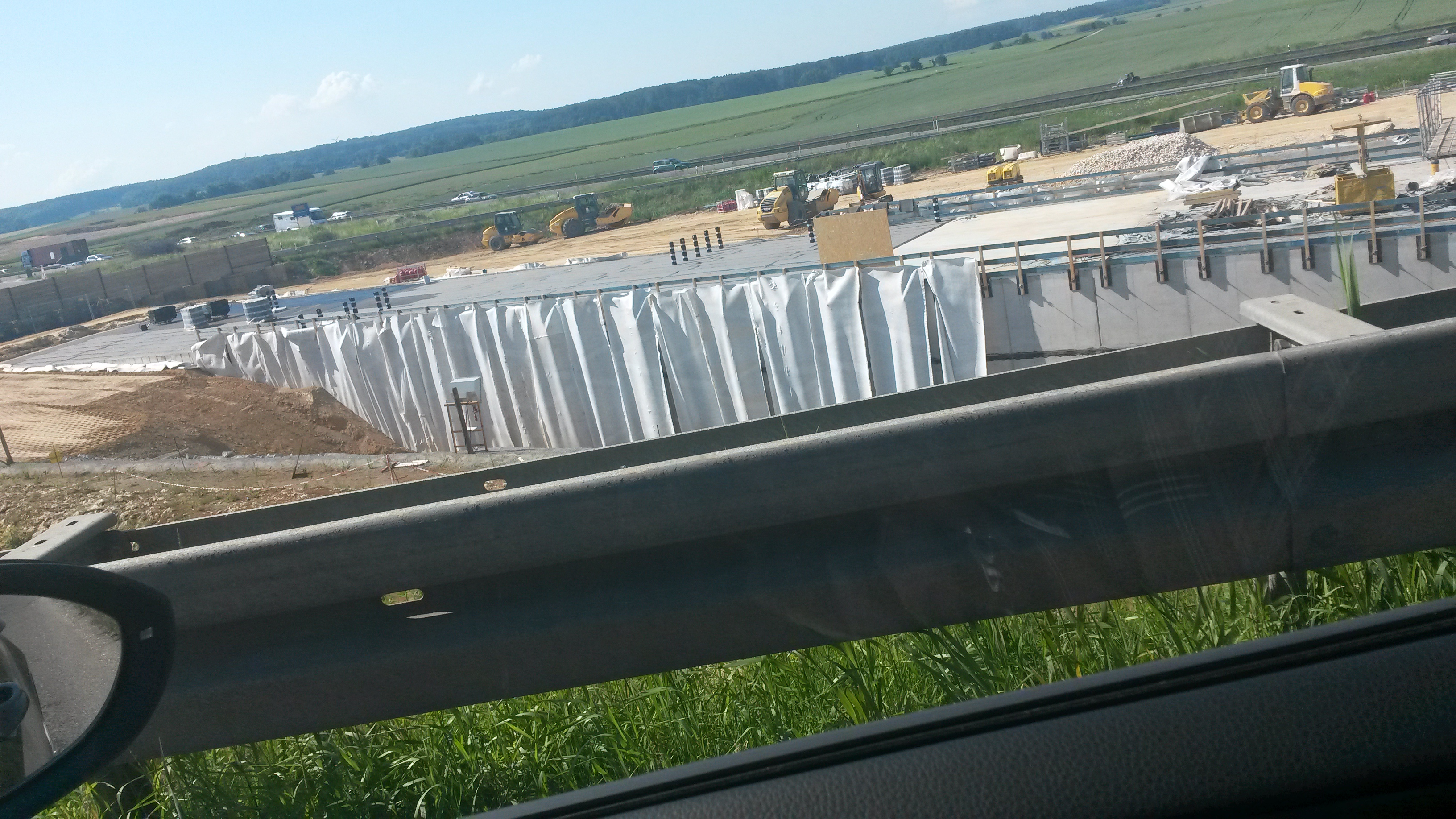
Tunnelbaustelle im Juni 2016
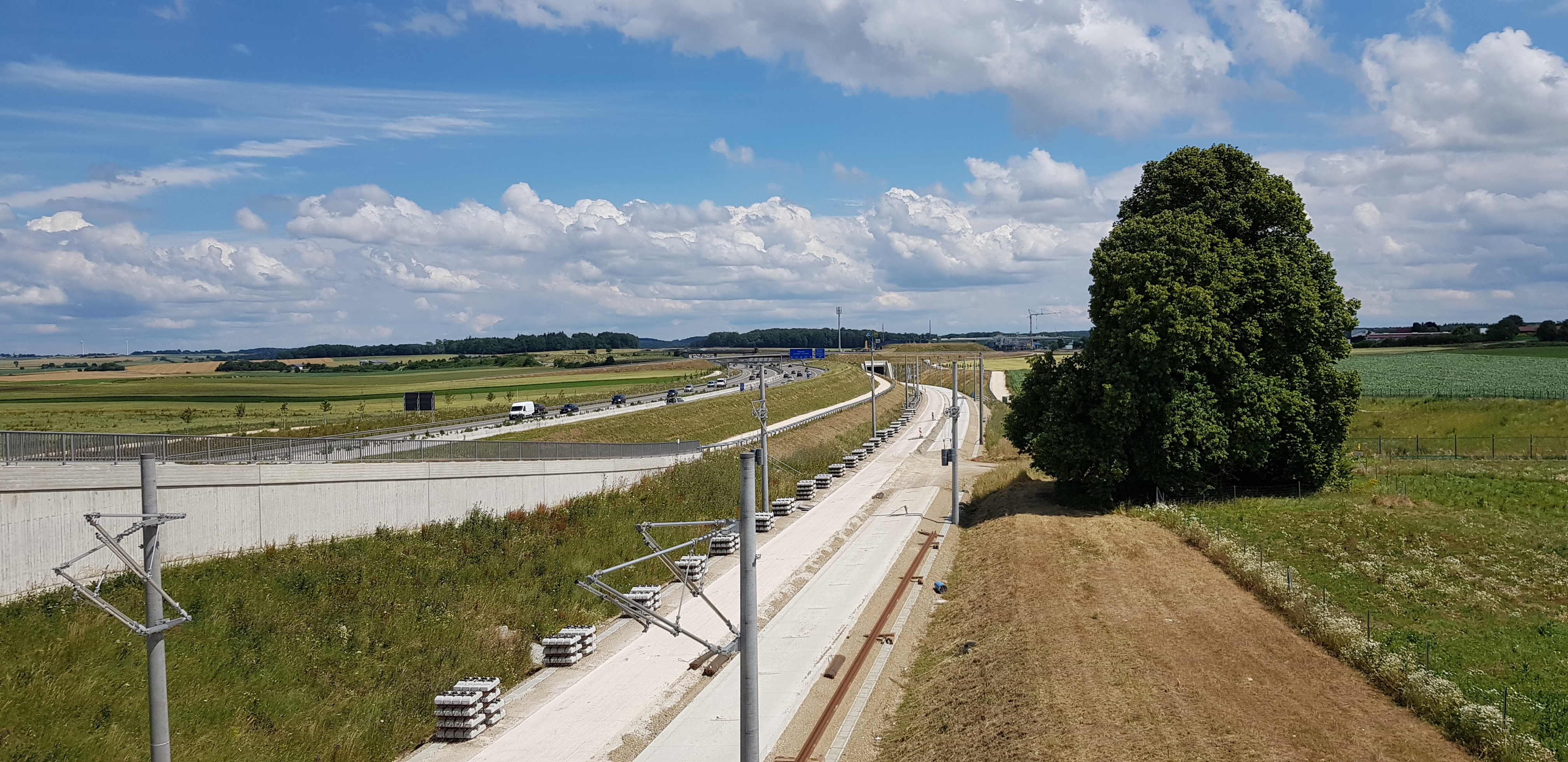
Streckenabschnitt vor dem Westportal (Bauzustand Juli 2020)

Im Tunnel Merklingen liegt ein örtlicher Gradiententiefpunkt. Am Westportal wurde ein unterirdisches Regenrückhaltebecken angeordnet, aus dem mittels einer Hebeanlage anfallendes Wasser zu einem weiter westlich gelegenen Regenklär- und Versickerbecken gepumpt wird.
Die zulässige Geschwindigkeit im Tunnel liegt bei 250 km/h. Mit kleinen Optimierungen wären 260 km/h möglich gewesen.

### Querschnitt
Die Sohlstärke umfasst 1,30 m, die Rahmenwände sind 1,0 m breit und bis zu 7,55 m hoch. Die Decke ist über 1,50 m hoch. Alle Bauteile wurden in wasserundurchlässigem Stahlbeton der Festigkeitsklasse C 35/45 ausgeführt.

## Geschichte
2015 war geplant, den Tunnel im September 2017 fertigzustellen.
Der Bauauftrag für den Streckenabschnitt zwischen Merklingen und Hohenstadt, zu dem der Tunnel gehört, wurde Anfang 2015 für rund 87 Millionen Euro an eine Arbeitsgemeinschaft der Bauunternehmen Leonhard Weiss (federführend
, Göppingen) und Bauer Spezialtiefbau (Schrobenhausen) vergeben. Das Bauwerk sollte in offener Bauweise erstellt werden. Im Rahmen der Baumaßnahmen wurden vorübergehend Straßen verlegt.
Der Bauausführung lag maßgeblich die Vorgabe zu Grunde, den Straßenverkehr der Autobahn-Anschlussstelle und der L 1230 aufrechtzuerhalten. Auf dieser Grundlage wurden zwei Bauphasen abgestimmt, in denen der Tunnel abschnittsweise errichtet wurde.
Für die 1. Bauphase wurde zunächst die L 1230 bauzeitlich verschwenkt und über einen Fangdamm aus zwei parallel geführten Bohrpfahlwänden geführt, um die Vorgaben einzuhalten. Zum Schutz der Autobahnauffahrt entstand eine weitere Bohrpfahlwand. Nach Verschwenkung der Landesstraße begann im Juli 2015 die Baufeldfreimachung, daran anschließend erfolgte bis Mai 2016 die Herstellung des 1. Tunnelteilstücks in 10 m langen Abschnitten, teils mit Aushub und teils mit Sprengungen. Die bis zu 18 m tiefe Baugrube wurde dabei mit einer Neigung von bis zu 2:1 abgeböscht. Der konstruktive Ingenieurbau der 1. Bauphase wurde im Oktober 2016 abgeschlossen und die Landesstraße über den fertiggestellten Tunnelabschnitt zurückverlegt.
Die 2. Bauphase folgte anschließend und endete im September 2017 mit der Fertigstellung des Rohbaus.
2017 war eine Fertigstellung im Jahr 2021 geplant. Der Tunnel wurde am 9. Dezember 2022 im Zuge der Eröffnung der Schnellfahrstrecke in Betrieb genommen.